# Castalius baghavus
Castalius baghavus är en fjärilsart som beskrevs av Hans Fruhstorfer 1922. Castalius baghavus ingår i släktet Castalius och familjen juvelvingar. Inga underarter finns listade i Catalogue of Life.